# Show! Music Core
Show! Music Core er et sydkoreansk musik-tv-program udsendt af MBC. Den sendes live hver lørdag. Showet indeholder nogle af de nyeste og mest populære kunstnere, der optræder live på scenen. Det udsendes fra MBC Dream Center i Goyang, Gyeonggi.